# Amazilia beryllina
Amazilia beryllina е вид птица от семейство Колиброви (Trochilidae).

## Разпространение
Видът е разпространен в Гватемала, Мексико, Салвадор, САЩ и Хондурас.